# Périèques
Dans la Grèce antique, les Périèques (en grec ancien Περίοικοι / Períoikoi) étaient les habitants libres mais non citoyens de la Laconie et de la Messénie. Par extension, leur nom qui signifie « ceux du pourtour » (de περί / perí, « autour de » et οἶκος / oikos, « habitation, maison »), est parfois donné aux habitants libres, mais non citoyens, du voisinage d'autres cités ou colonies grecques.

## Origine
L'origine des Périèques n'est pas certaine. Une thèse ancienne fait des Périèques les anciens Achéens envahis par les Doriens : là où les Achéens de la plaine seraient devenus les Hilotes, ceux des montagnes seraient devenus les Périèques. La thèse est peu probable. Il est plus vraisemblable d'imaginer une colonisation par Sparte des alentours, thèse déjà défendue par Isocrate dans son Panathénaïque. Il y a quelques exceptions à cette théorie, la Messénie par exemple. De plus, il est difficile de croire que Sparte ait pu à elle seule fonder les cent bourgades périèques. Il y a donc certainement eu un mélange de conquête, de colonisation ex nihilo, et de colonisation de sites déjà existants.

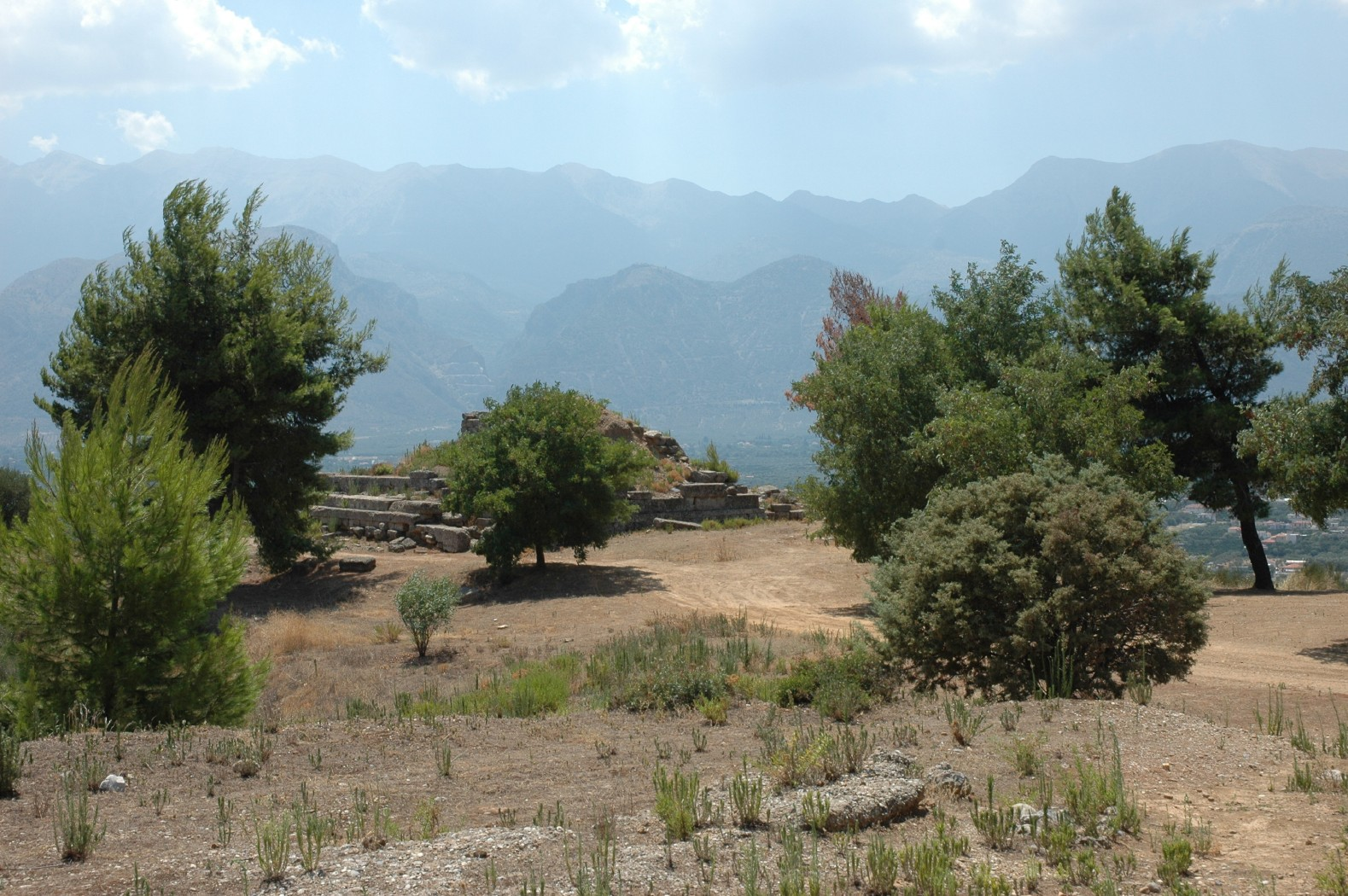
Le Ménélaion, dans la / Períoikis de Sparte.

## Statut
Les Périèques sont les habitants des villes laconiennes et messéniennes, Sparte et Amyclées mises à part. Gythio, principal port de Sparte, constitue l'exemple le plus connu de communauté périèque. Ils font partie de l'État lacédémonien mais ne sont pas citoyens spartiates, et sont soumis à la suzeraineté de Sparte. Si leur statut libre ne fait pas l'objet de controverses, la situation est moins claire concernant la nature précise de leur sujétion à Sparte, notamment en comparaison avec les cités alliées et les étrangers. De même, leur organisation politique et sociale est mal connue.
Leur territoire, la Περίοικις / Períoikis, fait partie à part entière du territoire spartiate. Leurs villes sont décrites comme des cités (poleis) par Hérodote (VII, 234), Xénophon (Helléniques, VI, 5, 21) ou encore par Thucydide (V, 54, 1).
Ils ont le droit de posséder des terres, et font partie de l'armée civique au même titre que les Égaux : ils sont hoplites sur terre et épibates (infanterie de marine) sur mer. En revanche, ils ne peuvent pas devenir magistrats ni participer à l'assemblée et sont soumis aux éphores. Selon Isocrate (12, 181), ceux-ci peuvent les faire exécuter eux-mêmes, sans passer par la gérousie. À l'instar des alliés, ils doivent suivre la politique extérieure de Sparte, mais ils ne bénéficient pas du droit de veto des membres de la Ligue du Péloponnèse.